# Theodoor Jan Stomps

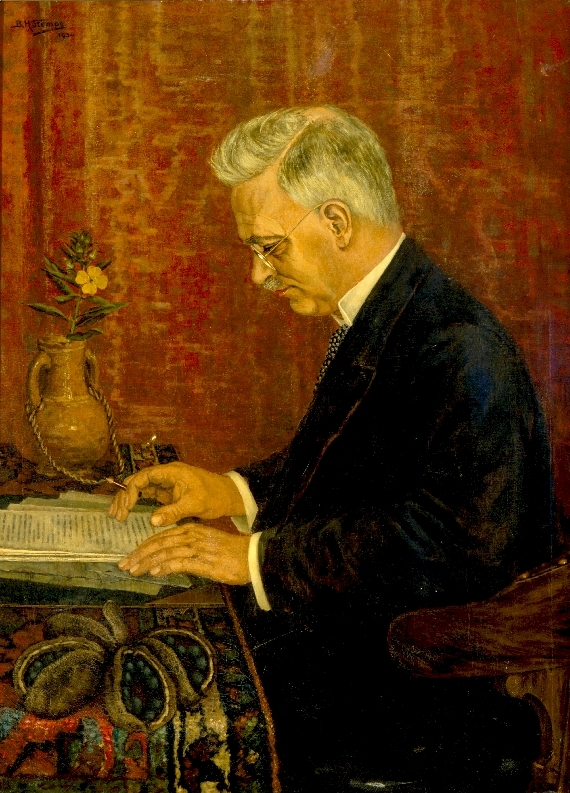
Porträt Theodoor Stomps von Barend Hendrik Stomps (1934)

Theodoor Jan Stomps (* 26. April 1885 in Amsterdam; † 15. April 1973 ebenda) war ein niederländischer Botaniker und Genetiker. Sein botanisch-mykologisches Autorenkürzel lautet „Stomps“.

## Leben
Stomps war der Sohn des Lehrers Benjamin Wilhelmus Stomps und seiner Frau Anna Willemina de Vries. Er schloss 1902 die Hogereburgerschool (HBS) ab und wurde nach der staatlichen Prüfung im Jahr 1903 als Biologiestudent an der Universiteit van Amsterdam immatrikuliert. Am 18. Mai 1910 wurde er unter der Leitung von Hugo de Vries mit einer Dissertation über „Kernteilung und Synapsenbildung bei Spinacia oleracea L.“ mit der Auszeichnung cum laude promoviert. Noch während seines Studiums nahm er im Jahr 1907 eine Assistentenstelle bei de Fries an. 1909 erfolgte die Ernennung zum Conservator herbarii (Kurator des Herbariums).
Nach seiner Beförderung zum Dozenten für systematische Botanik hielt er am 23. November 1910 einen öffentlichen Vortrag über die Relevanz der Zytologie für die Vererbung. Am 14. Dezember desselben Jahres wurde er zum außerordentlichen Professor ernannt, um de Vries in der propädeutischen Zytologie und systematischen Botanik zu entlasten. Sein Amt trat er am 22. Mai 1911 mit einem Vortag über die Lehren von Lamarck vor und nach Darwin an. Im Januar 1920 wurde er zum ordentlichen Professor für Anatomie und Systematik der Pflanzen ernannt, womit er die Nachfolge von de Vries übernahm. Während seiner Professur galt Stomps als eine zurückhaltende und weniger prominente Persönlichkeit unter seinen Kollegen. Seine Rektoratsrede vom 8. Januar 1935, betitelt „De mutatieheorie in hare beteekenis voor onze samenleving“, erregte insbesondere in Fachkreisen Aufsehen, da er neben Vorschlägen zur positiven Rassenverbesserung die Behauptung aufstellte, dass Homosexualität eine erbliche Veranlagung habe. Er sprach sich dafür aus, homosexuelle Handlungen nicht strafrechtlich, sondern medizinisch zu behandeln.
Stomps erwog in gravierenden Fällen eine Kastration und hielt es in bestimmten Situationen für sinnvoll, ein weibliches Hormon zu injizieren. Trotz einer Veränderung seines Lehrschwerpunkts auf Morphologie und Systematik der Pflanzen sowie Vererbung im Jahr 1937 blieb seine Position weitgehend konstant. Von 1924 bis 1946 übte er das Amt des Direktors des Hortus Botanicus Amsterdam aus.
Die wissenschaftliche Arbeit von Stomps konzentrierte sich primär auf die genetischen Studien seines Mentors Hugo de Vries, mit dem Ziel, diese zu fundieren und zu erweitern. Sein Forschungsfokus lag auf der Gattung Oenothera, wobei er sich mit haploiden, triploiden und parthenogenesischen Pflanzen sowie den Phänomenen der Panaschierung und Teratologie auseinandersetzte. Darüber hinaus war Stomps ein bedeutender Popularisierer der Botanik; er war als Redner im ganzen Land gefragt, hielt Radiovorträge und organisierte Exkursionen ins Ausland für seine Studierenden. Stomps zeichnete sich durch seine Lehrbegeisterung, sein ausgezeichnetes Gedächtnis und seine Fähigkeiten als Exkursionsleiter aus. In seiner Funktion als Institutsdirektor prägte er das Erscheinungsbild des Laboratoriums von Hugo de Vries und etablierte eine bedeutende Sammlung von Büchern und Fachzeitschriften, teilweise aus eigenen Mitteln. Zudem erweiterte er als Gartendirektor den Gewächshauskomplex an der Nieuwe Herengracht und ließ ein Sukkulentengewächshaus errichten. Unter seiner Leitung wurden fünfzehn Dissertationen veröffentlicht.
Während der deutschen Besatzung im Zweiten Weltkrieg wurde die Rolle von Stomps innerhalb seines studentischen Umfelds ambivalent wahrgenommen. Seine Äußerungen wurden gelegentlich als „deutschfreundlich“ interpretiert, und sein Verständnis für studentische Proteste gegen die Loyalitätserklärung war begrenzt. Dennoch bemühte er sich, durch seine Kontakte zu den Besatzungsbehörden humanitäre Hilfe für die Opfer des Regimes zu leisten. Diese innere Zerrissenheit führte zu Kritik und einem Vorlesungsstreik im August 1945, der als Reaktion auf seine Haltung während der Besatzungszeit initiiert wurde. Am 7. August 1946 wurde er durch Beschluss der Abteilung Geisteswissenschaften, Sozialwissenschaften und Recht (H.O.W.) mit Wirkung vom 16. August 1946 ehrenhaft entlassen, was nicht auf eigenen Wunsch geschah. Stomps empfand die Entlassung als tiefen persönlichen Affront und verteidigte sich in einem Schreiben an den Minister für Onderwijs, Cultuur en Wetenschap (OK & W, Bildung, Kultur und Wissenschaft) sowie an Freunde, in dem er auf sein vermeintlich patriotisches Verhalten hinwies und vehement gegen die Entscheidung protestierte. Erst 1956 erfuhr er eine Rehabilitierung durch das Ministerium für OK & W. Die Entlassung führte allerdings zu einem nahezu vollständigen Rückzug aus der akademischen Tätigkeit, und seine Publikationen nahmen stark ab, sodass er allmählich aus der öffentlichen Wahrnehmung verschwand.

## Veröffentlichungen
Stomps hat zahlreiche Artikel in Fachzeitschriften wie den Berichten der Deutschen Botanischen Gesellschaft, dem Botanischen Centralblatt und dem Recueil des travaux botaniques néerlandais veröffentlicht. Zudem finden sich zahlreiche Berichte über botanische Exkursionen in Publikationen wie De Telegraaf, Algemeen Handelsblad und Elseviers Weekblad. Zu den bedeutendsten Arbeiten zählen „Kernteilung und Synapsis bei Spinacia oleracea L“ (Centralblatt für allgemeine und experimentelle Biologie, 1911), „Die stammaterielle Basis der Erblichkeit bei Pflanzen und Tieren“ (Haarlem, 1922), sowie „Erblichkeit und Chromosomen. Eine gemeinverständliche Darstellung“ (Jena, 1923). Weitere Publikationen umfassen „Twenty-five years of mutation theory“ (’s-Gravenhage, 1930) und dessen deutsche Übersetzung (Jena, 1931), sowie „Erfelijkheid en mutatie“ (Amsterdam, 1933). Darüber hinaus war er Mitverfasser des Werkes „Hérédité, mutation et évolution, l’oeuvre de Hugo de Vries“, präsentiert im Palais de la découverte (Paris, 1937), und verfasste die Kapitel über Zytologie und Reproduktion im „Lehrbuch der allgemeinen Botanik“, herausgegeben von V. J. Koningsberger et al. (Amsterdam, 1952).